# Rio Cardacul
O Rio Cardacul é um rio da Romênia, afluente do Nemţişor, localizado no distrito de Neamţ.